# Letis aluco
Letis aluco là một loài bướm đêm trong họ Erebidae.